# Algot Key-Åberg

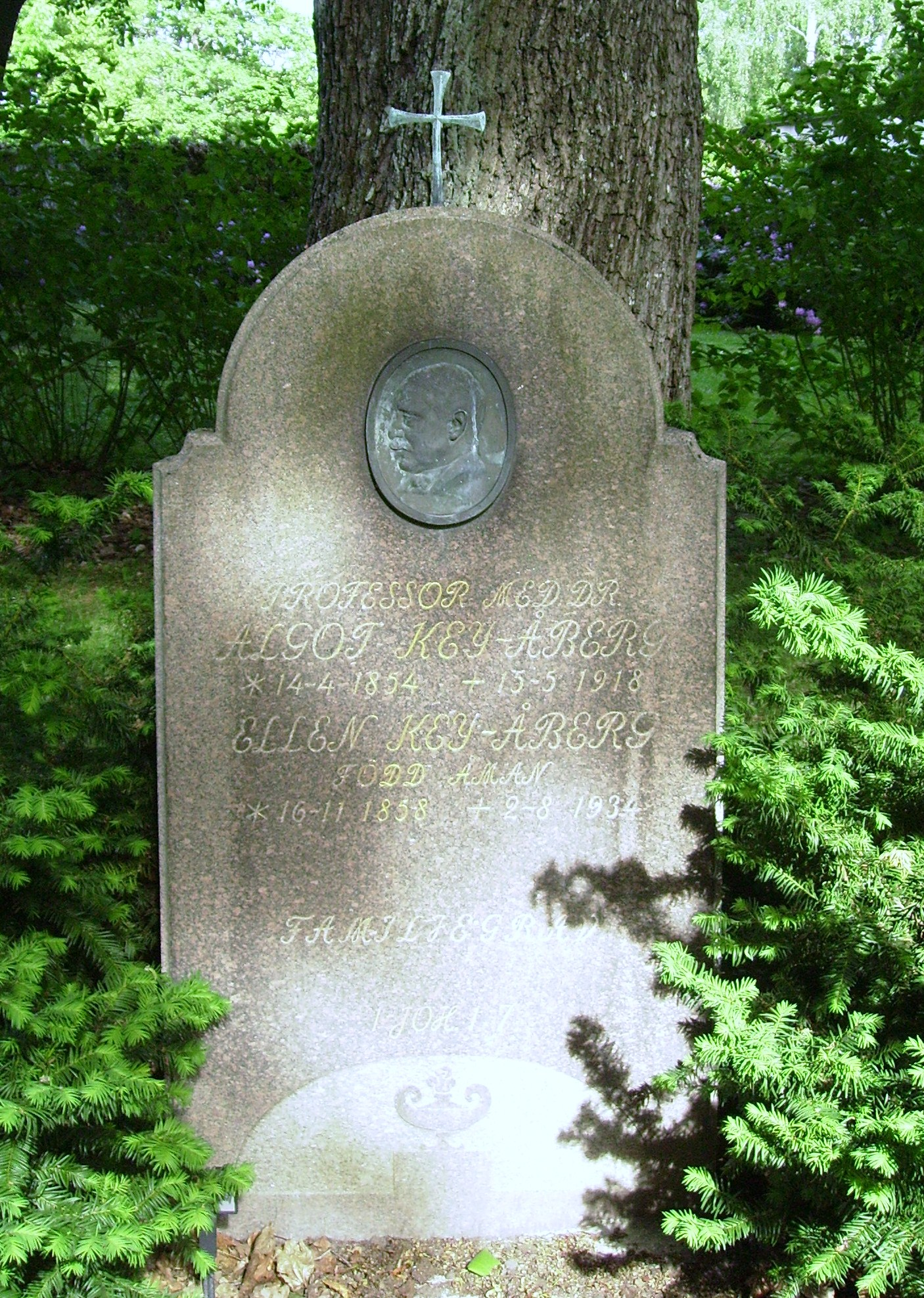
Algot Key-Åbergs gravvård på Norra begravningsplatsen i Solna kommun.

Adolf Henrik Algot Key-Åberg, född 14 april 1854 på Åbonäs i Säby socken, Jönköpings län, död 15 maj 1918 i Stockholm, var en svensk läkare.
Key-Åberg blev student vid Uppsala universitet 1873, medicine kandidat i Stockholm 1880 och medicine licentiat 1885 samt promoverades 1887 till medicine doktor, sedan han utgivit avhandlingen Om betydelsen af endarteritis chronica deformans såsom orsak till plötslig död. Han utnämndes 1887 till extra ordinarie och 1889 till ordinarie professor i rätts- och statsmedicin vid Karolinska institutet. Han var därefter även verksam som specialist i öron-, näs- och strupsjukdomar. År 1908 biträdde han som sakkunnig kommittén för Medicinalstyrelsens omorganisation.
Algot Key-Åberg hette ursprungligen Åberg, men upptog jämte syskonen namnet Key efter sin mor (en syster till Axel Key). Han var bror till Karl Key-Åberg och svärfar till Torsten Ysander. Algot Key-Åberg är begraven på Norra begravningsplatsen i Solna kommun.